# Siltepec
Siltepec är en kommun i Mexiko.   Den ligger i delstaten Chiapas, i den sydöstra delen av landet, 800 km sydost om huvudstaden Mexico City.
Följande samhällen finns i Siltepec:
- Cumbre Ventanas
- Toquián Grande
- Capitán Luis A. Vidal
- Santo Domingo
- El Palmarcito
- La Laguna
- Llano Grande
- Villa Morelos
- Vega de Juárez
- Nueva Lucha
- Toquiancito
- Guadalupe Victoria
- Campo Aéreo
- Nueva Argentina
- Vega de Guerrero
- Los Cipreses
- Rancho Bonito
- San Lucas
- El Bajío
- Unión Villa Nueva
- Doce de Abril
- Los Mezcales
- Malpaso
- El Letrero
- El Guayabal
- La Paz del Rosario
- Canacales
- 20 de Noviembre
- Santa María
- El Cipresal
- El Retiro
- El Jobal
- El Parralito
- Cruz Grande
- Buenavista
- La Laguna
- San Francisco
- Piedra Blanca
- Cerro Perote
- Nueva Reforma las Pilas
- Bejucal
- Cruz de Piedra
- Unión Juárez
- Cinco de Noviembre
- Piedra Parada
- La Lagunita
- Loma Bonita
- Vado Ancho
- Villaflores
- Nueva Libertad 2
- Ojo de Agua
- Belisario Domínguez
- Nuevo Rincón
- Las Salinas
- San Francisco
- Santa Rosa
- San Bartolo
- Unión Altamira
- Nueva Jerusalén
- Nueva Independencia
- La Lucha
- 5 de Mayo
- Montebello
- Montebello
- El Limón Lindavista
- Getzemaní
- Las Brisas
- La Violeta
- San José Obrero
- Santa Isabel Ziján
- La Mesita
- San Antonio Grande
- Vergel el Naranjo
- San José
- Nuevo Edén
- Agua Tibia
- El Paraíso
- Plan de Ayala